# On the Wings of Inferno
On the Wings of Inferno – szósty album studyjny holenderskiego zespołu muzycznego Asphyx. Wydawnictwo ukazało się 27 marca 2000 roku nakładem wytwórni muzycznej Century Media Records. Nagrania zostały zarejestrowane pomiędzy listopadem a grudniem 1999 roku w Harrow Production Studio we współpracy z producentami muzycznymi Erikiem de Boerem i Harrym Wijeringem. W 2009 roku ukazała się reedycja płyty wzbogacona o nagrania zespołu zarejestrowane na żywo.

## Lista utworów
Opracowano na podstawie materiału źródłowego.
| Nr | Tytuł utworu                        | Słowa          | Muzyka                    | Długość |
| -- | ----------------------------------- | -------------- | ------------------------- | ------- |
| 1. | „Summoning the Storm”               | Wannes Gubbels | Eric Daniels, Bob Bagchus | 5:18    |
| 2. | „The Scent of Obscurity”            | Wannes Gubbels | Eric Daniels, Bob Bagchus | 2:56    |
| 3. | „For They Ascend...”                | Wannes Gubbels | Eric Daniels, Bob Bagchus | 2:50    |
| 4. | „On the Wings of Inferno”           | Wannes Gubbels | Eric Daniels, Bob Bagchus | 4:26    |
| 5. | „06/06/2006” (utwór instrumentalny) |                | Eric Daniels              | 2:26    |
| 6. | „Waves of Fire”                     | Wannes Gubbels | Eric Daniels, Bob Bagchus | 2:05    |
| 7. | „Indulge in Frenzy”                 | Wannes Gubbels | Eric Daniels, Bob Bagchus | 2:56    |
| 8. | „Chaos in the Flesh”                | Wannes Gubbels | Eric Daniels, Bob Bagchus | 3:12    |
| 9. | „Marching Towards the Styx”         | Eric Daniels   | Eric Daniels, Bob Bagchus | 3:02    |
|    |                                     |                |                           | 29:11   |

| Reedycja | Reedycja                                                                  | Reedycja |
| Nr       | Tytuł utworu                                                              | Długość  |
| -------- | ------------------------------------------------------------------------- | -------- |
| 1.       | „Summoning The Storm”                                                     | 5:18     |
| 2.       | „The Scent Of Obscurity”                                                  | 2:56     |
| 3.       | „For They Ascend...”                                                      | 2:50     |
| 4.       | „On The Wings Of Inferno”                                                 | 4:26     |
| 5.       | „06/06/2006”                                                              | 2:26     |
| 6.       | „Waves Of Fire”                                                           | 2:05     |
| 7.       | „Indulge In Frenzy”                                                       | 2:56     |
| 8.       | „Chaos In The Flesh”                                                      | 3:12     |
| 9.       | „Marching Towards The Styx”                                               | 3:02     |
| 10.      | „Chaos In The Flesh (Rough Mix)”                                          | 3:08     |
| 11.      | „Intro” (Live At De Effenaar)                                             | 2:04     |
| 12.      | „Summoning The Storm” (Live At De Effenaar)                               | 4:43     |
| 13.      | „Marching Towards The Styx / Food For The Ignorant” (Live At De Effenaar) | 5:23     |
| 14.      | „Wasteland Of Terror” (Live At De Effenaar)                               | 2:59     |
| 15.      | „Streams Of Ancient Wisdom” (Live At De Effenaar)                         | 4:38     |
| 16.      | „Abomination Echoes” (Live At De Effenaar)                                | 3:43     |
| 17.      | „06/06/2006 / Waves Of Fire” (Live At De Effenaar)                        | 3:45     |
| 18.      | „Asphyx (Forgotten War)” (Live At De Effenaar)                            | 5:47     |
| 19.      | „MS Bismarck” (Live At De Effenaar)                                       | 5:59     |
| 20.      | „Outro” (Live At De Effenaar)                                             | 2:07     |
|          |                                                                           | 1:13:27  |

## Twórcy
Opracowano na podstawie materiału źródłowego.
| Zespół Asphyx w składzie - Eric Daniels – gitara, inżynieria dźwięku, produkcja muzyczna - Bob Bagchus – perkusja - Wannes Gubbels – wokal prowadzący, gitara basowa |  | Inni - Axel Hermann – okładka, oprawa graficzna - Harry Wijering – inżynieria dźwięku, produkcja muzyczna |